# 伊利铁路公司诉汤普金斯案
伊利铁路公司诉汤普金斯案，（Erie Railroad Co. v. Tompkins） 304 U.S. 64 (1938) ，是美国最高法院的一项里程碑式裁决，法院裁定美国没有一般的联邦普通法，对于来自不同州的当事人之间不涉及联邦问题的诉讼，美国联邦法院必须适用州法，而不是联邦法。在做出这一判决时，法院推翻了近一个世纪的联邦民事诉讼案例法，并奠定了现代对不同州（国）籍当事人之间诉讼的管辖权（diversity Jurisdiction）的基础。
尽管这一判决并不为普通外行人所知，但大多数美国律师和法律学者都将伊利案视为美国最高法院历史上最重要的判决之一。  这一裁决“触及了”美国联邦制的核心，以及美国联邦政府和各州之间关系的核心。 

## 法律背景
按照美国联邦制的传统观点，除了美国宪法规定联邦政府管辖的领域以外，美国各州在其他所有方面都是主权实体，而联邦政府在宪法列举的领域对各州拥有宪法至高条款第六条第二款规定的联邦优先权。 因此，美国每个州都有自己的州法院和州法体系，管辖财产法、合同法、侵权法、商法、刑法和家庭法等领域。由于美国源于大英帝国的北美殖民地，除路易斯安那州外，其他各州的法律体系均继承或采用了英国普通法。 
宪法批准后不久，国会通过了1789年《司法法案》 ，建立了美国最高法院下的美国联邦法院系统。该法案赋予美国联邦法院一种被称为“多元化管辖权”（"diversity jurisdiction"）的权力，允许它们审理不同州公民之间涉及巨额金钱纠纷的诉讼，即使其中不涉及联邦法律问题。 《司法法》第 34 条（即《裁决规则法》 ）规定，联邦法院在审理不同州公民之间的诉讼时，应适用州法律。 
除美国宪法或国际条约或国会法令另有要求或规定外，各州的法律在适用的情况下，应被视为美国法院民事诉讼的裁决规则。——1789年司法法,第 34 条（“裁判规则法”）(美國法典第28编 § 第1652節).
解释这部法规的含义一直是美国联邦法中最困难的法律问题之一。 该法规规定，美国联邦法院审理多元化管辖案件时应当适用州法律。但它没有具体说明“各州法律”这一短语是否仅指州立法机构通过的法律，还是也包括州最高法院的普通法判决。
美国最高法院在 1842 年的“斯威夫特诉泰森”案中讨论了这个问题。在斯威夫特案中，法院裁定《裁判规则法》中的“各州法律”一词仅指各州立法机构通过的成文法，并不包括各州最高法院对英国普通法的解释和构建。法院的结论是，这使得美国各级联邦法院可以自己创建一部涵盖商法等领域的“联邦普通法”。 但事实证明，适用联邦法院在斯威夫特案中的先例争议很大，19 世纪末和 20 世纪初，美国律师、法官和法律学者对此的反对日益增多。 

## 案件历史
1934 年 7 月 27 日凌晨，一位名叫哈里·汤普金斯的男子正沿着宾夕法尼亚州休斯敦铁轨旁的小路步行回家。一辆迎面驶来的火车驶过，当火车驶过时，汤普金斯被从一节火车车厢中伸出的一个物体撞倒在地——显然是一扇没有闩锁的门。汤普金斯摔倒在铁轨上，火车车轮压碎了他的右臂。救护车将他送往当地一家医院，医生截掉了他的大部分手臂。  
撞到汤普金斯的火车归伊利铁路公司所有并运营，汤普金斯以该公司过失为由起诉了该公司。由于汤普金斯居住在宾夕法尼亚州，而伊利铁路公司在纽约州注册成立，因此汤普金斯援引多元化管辖权，向美国联邦法院而不是宾夕法尼亚州或纽约州法院提起诉讼。该案在美国纽约南区联邦地区法院审理，由美国地区法官塞缪尔·曼德尔鲍姆（Samuel Mandelbaum）主审。 
在审判中，伊利铁路公司的律师辩称，宾夕法尼亚州的法律应该管辖汤普金斯的过失诉讼。当汤普金斯被火车撞到时，他所行走道路的通行权属于伊利铁路。宾夕法尼亚州最高法院此前的判决认为，根据宾夕法尼亚州法律，在公司具有通行权的铁路上未经公司允许行走的人是非法侵入者，铁路公司不应对此承担过失责任，除非其过失是“肆意的”或“故意的”，即普通法上的与有过失原则。 由于汤普金斯并未指控伊利铁路公司存在肆意或故意过失的行为，因此铁路公司的律师援引宾夕法尼亚州的这些案件，提出驳回汤普金斯诉讼的动议。曼德尔鲍姆驳回了动议，裁定根据斯威夫特诉泰森案，汤普金斯的诉讼受联邦普通法管辖，而不是宾夕法尼亚州法律。 审判继续进行，1936 年 10 月，陪审团裁定伊利铁路公司对汤普金斯的伤害负有责任，并判给他 3 万美元的损害赔偿金。 
伊利铁路公司不服该判决，向美国第二巡回上诉法院提出上诉。由美国巡回法官托马斯·沃尔特·斯旺、马丁·托马斯·曼顿和勒恩德·汉德组成的合议庭听取了上诉，并做出了有利于汤普金斯的裁决，维持了初审法院的判决。该铁路公司随后向美国最高法院申请调卷令，最高法院同意审理此案并准许调卷。  

## 最高法院判决
1938 年 4 月 25 日，最高法院以 6 比 2 的票数做出了有利于伊利铁路公司的裁决，推翻了斯威夫特诉泰森案，并裁定美国联邦法院在审理美国不同州公民之间的诉讼时，必须适用州法，而不是一般的“联邦普通法”。

### 法院的意见

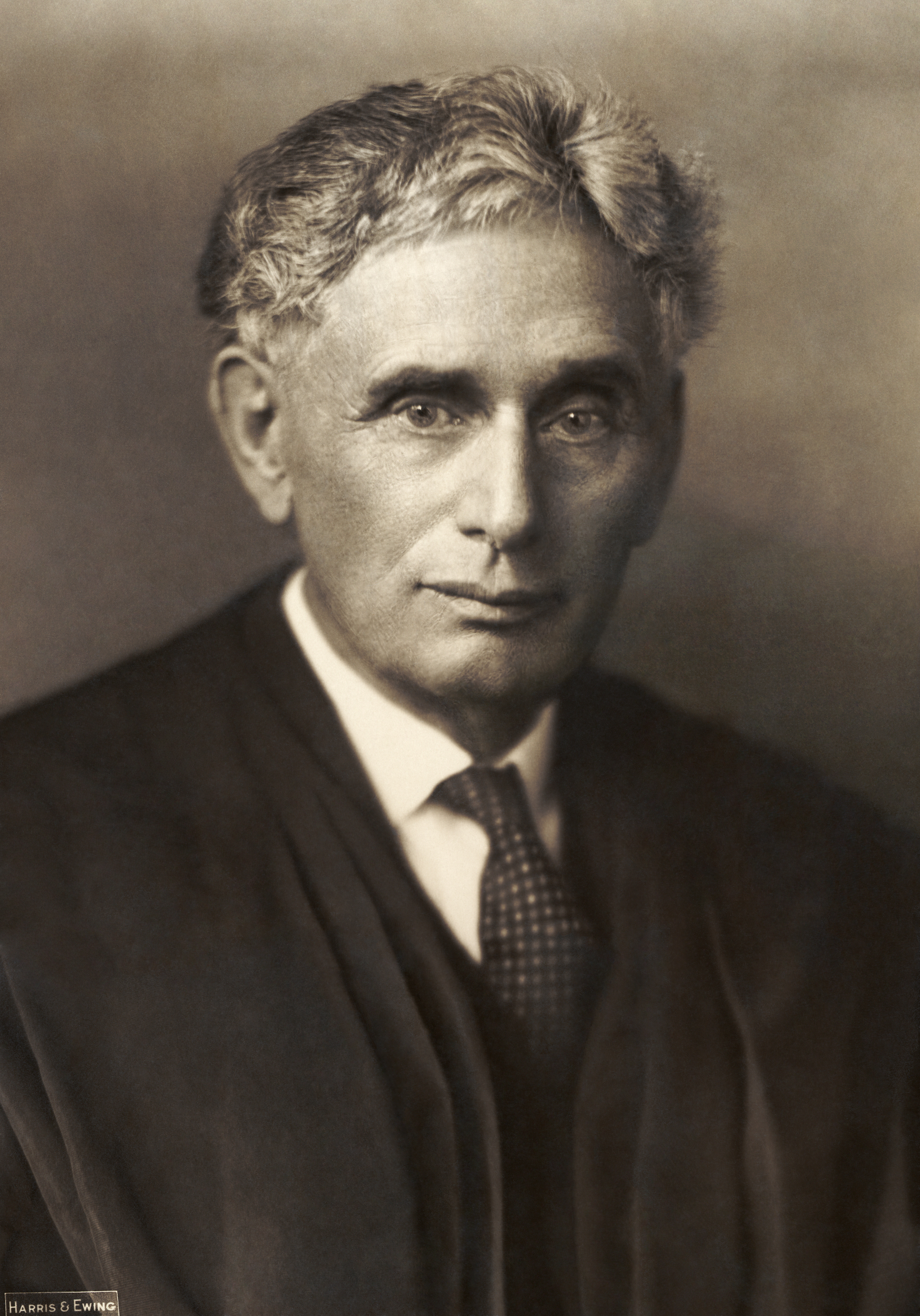
伊利案多数意见的作者路易斯·布兰代斯大法官

就该裁决的核心内容而言，六名大法官组成了多数派，并加入了由大法官路易斯·布兰代斯 (Louis Brandeis)撰写的意见。 
法院首先围绕“经常受到挑战的斯威夫特诉泰森案原则现在是否应被推翻”这一问题展开了此案的审理。 在意见的第一部分，法院回顾了斯威夫特原则的历史。法院引用了美国法律学者查尔斯·沃伦 (Charles Warren)的研究，沃伦在 1923 年的《哈佛法律评论》文章中公布了《判决规则法》早期草案的证据，该草案明确将各州的普通法纳入了“各州法律”的定义中。法院的结论是，沃伦的发现证明斯威夫特法院对该法的解释是“错误的”。 
在意见的第二部分，法院解释道，斯威夫特原则并未带来法院所希望的法律统一性，反而允许来自其他州的诉讼当事人歧视其本国的其他诉讼当事人。 法院表示，由于斯威夫特原则规定，两个州内当事人之间的诉讼将根据州法律进行裁决，而州内当事人和州外当事人之间的相同诉讼将根据联邦普通法进行裁决，因此斯威夫特原则允许原告通过策略性地向特定的州或联邦法院提起诉讼，来操纵适用于其诉讼的法律—这种做法现在被称为“选择法庭”（forum shopping）。 法院谴责了这种做法，因其允许原告对其他州的当事人进行“严重歧视”（grave discrimination）。 
此外，法院还认为，斯威夫特原则不仅是“社会和政治”上的失败，也是违宪的——尽管该意见没有解释具体原因。   
如果这只是一个法律解释的问题，我们不准备放弃在近一个世纪中如此广泛应用的理论。但是，现在所采取的做法已经明确违宪，迫使我们不得不这样做。——Erie, 304 U.S. at 77–78.
在认定斯威夫特原则违宪后，该意见的第三部分宣称，美国并不存在一般的联邦普通法，审理公民身份多元化管辖案件的美国联邦法院必须按照州最高法院的解释适用州法律。
除《宪法》或《国会法》管辖的事项外，任何情况下适用的法律都是州法律。至于州法律是由州立法机构在法规中宣布，还是由州最高法院在判决中宣布，这与联邦无关。没有联邦普通法。国会无权宣布适用于一个州的普通法的实质性规则，无论这些规则是地方性的还是 “一般性的”，无论是商业法还是侵权法的一部分。宪法中也没有任何条款意图赋予联邦法院这种权力。——Erie, 304 U.S. at 78.
法院强调，其裁决并非要推翻任何联邦法律，而只是旨在“宣布本法院和下级法院在适用斯威夫特原则时侵犯了我们认为宪法为各州保留的权利。” 
法院根据汤普金斯案的事实，裁定地方法院和第二巡回法院均没有将宾夕法尼亚州的法律应用于汤普金斯对伊利铁路公司的索赔，犯了错误。法院推翻了第二巡回法院的判决，发回重审，指示法院确定铁路公司对宾夕法尼亚州法律的解释是否正确。 

### 里德同意判决
大法官斯坦利·F·里德（Stanley F. Reed）仅对该判决表示同意。里德同意法院的核心裁决，即应该推翻斯威夫特诉泰森案，联邦法院在裁定多元化管辖范围内的案件时应该适用州法律。但里德不同意法院关于斯威夫特原则违宪的结论，相反，他认为这仅仅是对《裁决规则法》的错误解释。

### 巴特勒的反对意见
皮尔斯·巴特勒 (Pierce Butler)大法官提出了反对意见，詹姆斯·麦克雷诺兹 (James McReynolds ) 大法官也表示赞同 ，他在意见中认为，多数派已经参与了司法积极主义。他声称，多数意见已将调卷请求书中提出的两个问题完全改写为宪法问题，但实际上不存在宪法问题。他指出，在本案中没有人直接挑战Swift机制，而法院在如此多的案件中都长期遵循该机制。

## 后果
在发回重审中，三名第二巡回法院法官裁定，伊利铁路公司对宾夕法尼亚州法律的定性是正确的—即沿着铁路通行权行走的人是侵入者，铁路公司不应对其   过失负责，除非该过失是“肆意的”或“故意的— 。 法官们认为，汤普金斯没有指控也没有出示任何证据证明伊利铁路公司的过失是“肆意的”，因此他们认为伊利铁路公司有权获得定向裁决。 这迫使地方法院作出有利于伊利铁路的新判决。汤普金斯失去了 3 万美元的损害赔偿金，他什么也没得到。 

## 后续判例
后来的意见将伊利案的适用范围限制在实体州法上；联邦法院在审理州法律诉讼时通常可以使用联邦民事诉讼规则。
对于联邦法院来说，了解州法院将如何裁决初次印象问题（即州法院先前没有考虑过的问题）可能会是一个难题。在这种情况下，联邦法院会采取非正式的“伊利猜测”（"Erie guess"）方法。这种“猜测”实际上是一种经过仔细推理的尝试，旨在预测州法院将做出何种判决，但对州法院本身并不具有约束力，如果该问题在其他案件中交到州法院手中，州法院可能会采纳联邦法院的推理，或者可能以不同的方式作出判决。对于后一种情况，未来的联邦法院将被要求遵循该州的先例，尽管该“猜测”案件的最终判决不会重新进行。
或者，联邦法院可以向州最高法院证明问题，只要该州本身有允许这样做的程序。例如，一些联邦地区（审判）法院可以向州最高法院核证问题，但其他州只允许联邦上诉法院（巡回）法院这样做。在后一种情况下，对于试图适用州法律的联邦法院来说，伊利猜测将是唯一的选择。
伊利铁路案被认为是最高法院违背当事人陈述原则的典型案例之一，因为双方都没有提出需要审查斯威夫特案，但法院却自行审查并最终推翻了该案。 

### 脚注
1. ↑  The statute originally read "shall be regarded as rules of decision in Template:Emphasis ...."国会于1948年将 “普通法审判 ”改为 “民事诉讼”。[6]
2. ↑  Due to poor health, justice Benjamin Cardozo did not sit for oral argument or participate in the Court's decision.
3. ↑  Justice Stanley F. Reed concurred in the Court's core holdings that Swift v. Tyson should be overruled and that federal courts adjudicating state-law claims under diversity jurisdiction must apply state law rather than "general" federal common law, although he did not join the Court's holding that the Swift doctrine was unconstitutional.
4. ↑  Justice Stanley F. Reed did not join the Court's conclusion that Swift v. Tyson had been unconstitutional, making the Court's holding on that point 5–3, not 6–2.

### 引用
1. 1 2 3 4 5 6 7 8 9 10  Wright & Kane (2017).
2. ↑  Young (2013).
3. ↑  Zeigler (1964).
4. ↑  Hall (1951).
5. ↑  An Act to Establish the Judicial Courts of the United States, ch. 20, § 34, 1 Stat. 73, 92 (1789).
6. ↑  Wright & Kane (2017)，§ 54, p. 333, note 2.
7. 1 2 3 4 5 6 7 8 9 10  Younger (1978).
8. ↑  Wright & Kane (2017)，§ 55, p. 338, quoting Erie, 304 U.S. at 69.
9. ↑  Wright & Kane (2017)，§ 55, pp. 338–39, quoting Erie, 304 U.S. at 72.
10. ↑  Chemerinsky (2021).
11. ↑  Chemerinsky (2021)，§ 5.3, p. 363, quoting Erie, 304 U.S. at 74.
12. ↑  Clark (2007).
13. ↑  Quoted in Wright & Kane (2017)，§ 55, p. 339.
14. ↑  Quoted in Wright & Kane (2017)，§ 55, p. 339.
15. ↑  Wright & Kane (2017), quoting Erie, 304 U.S. at 79–80.
16. ↑  Frost, Amanda. . Duke Law Journal. 2009, 59 (3): 447–518  [2024-04-24]. （原始内容存档于2024-04-13）.